# Winter-Asienspiele 2017/Eisschnelllauf
Bei den Winter-Asienspielen 2017 in Obihiro wurden die Wettbewerbe im Eisschnelllauf zwischen dem 19. und dem 23. Februar 2017 ausgetragen. Austragungsort war das Obihiro Forest Speed Skating Oval.

## Männer

### 500 m
| Platz | Athlet            | Land | Zeit (s) |
| ----- | ----------------- | ---- | -------- |
| 1     | Gao Tingyu        | CHN  | 34,69    |
| 2     | Tsubasa Hasegawa  | JPN  | 34,79    |
| 3     | Cha Min-kyu       | KOR  | 34,94    |
| 4     | Roman Kretsch     | KAZ  | 35,27    |
| 5     | Mo Tae-bum        | KOR  | 35,28    |
| 6     | Shunsuke Nakamura | JPN  | 35,29    |

Datum: 20. Februar 2017

### 1000 m
| Platz | Athlet            | Land | Zeit (min) |
| ----- | ----------------- | ---- | ---------- |
| 1     | Takuro Oda        | JPN  | 1:09,33    |
| 2     | Denis Kusin       | KAZ  | 1:09,64    |
| 3     | Shunsuke Nakamura | JPN  | 1:09,76    |
| 4     | Tsubasa Hasegawa  | JPN  | 1:10,21    |
| 5     | Jang Won-hoon     | KOR  | 1:10,31    |
| 6     | Cha Min-kyu       | KOR  | 1:10,51    |

Datum: 21. Februar 2017

### 1500 m
| Platz | Athlet           | Land | Zeit (min) |
| ----- | ---------------- | ---- | ---------- |
| 1     | Kim Min-seok     | KOR  | 1:46,26    |
| 2     | Takuro Oda       | JPN  | 1:46,76    |
| 3     | Taro Kondo       | JPN  | 1:47,88    |
| 4     | Shota Nakamura   | JPN  | 1:47,91    |
| 5     | Kim Jin-soo      | KOR  | 1:47,98    |
| 6     | Shane Williamson | JPN  | 1:48,17    |

Datum: 23. Februar 2017

### 5000 m
| Platz | Athlet           | Land | Zeit (min) |
| ----- | ---------------- | ---- | ---------- |
| 1     | Lee Seung-hoon   | KOR  | 6:24,32    |
| 2     | Ryōsuke Tsuchiya | JPN  | 6:29,67    |
| 3     | Seitaro Ichinohe | JPN  | 6:31,84    |
| 4     | Joo Hyong-jun    | KOR  | 6:40,26    |
| 5     | Dmitri Babenko   | KAZ  | 6:41,17    |
| 6     | Shane Williamson | JPN  | 6:41,76    |

Datum: 20. Februar 2017

### 10.000 m
| Platz | Athlet           | Land | Zeit (min) |
| ----- | ---------------- | ---- | ---------- |
| 1     | Lee Seung-hoon   | KOR  | 13:18,56   |
| 2     | Ryōsuke Tsuchiya | JPN  | 13:23,74   |
| 3     | Seitaro Ichinohe | JPN  | 13:44,73   |
| 4     | Dmitri Babenko   | KAZ  | 13:47,90   |
| 5     | Joshua Capponi   | AUS  | 14:06,42   |
| 6     | Lee Jin-yeong    | KOR  | 14:14,13   |

Datum: 22. Februar 2017

### Massenstart
| Platz | Athlet           | Land | Punkte | Zeit (min) |
| ----- | ---------------- | ---- | ------ | ---------- |
| 1     | Lee Seung-hoon   | KOR  | 61     | 8:12,72    |
| 2     | Shane Williamson | JPN  | 40     | 8:13,25    |
| 3     | Kim Min-seok     | KOR  | 22     | 8:13,69    |
| 4     | Lee Jin-yeong    | KOR  | 11     | 8:50,73    |
| 5     | Ryōsuke Tsuchiya | JPN  | 10     | 8:24,16    |
| 6     | Shota Nakamura   | JPN  | 3      | 8:24,16    |

Datum: 23. Februar 2017

### Teamverfolgung
| Platz | Land                | Athleten                                         | Zeit (min) |
| ----- | ------------------- | ------------------------------------------------ | ---------- |
| 1     | Südkorea            | Joo Hyong-jun Kim Min-seok Lee Seung-hoon        | 3:44,32    |
| 2     | Japan               | Shota Nakamura Shane Williamson Ryōsuke Tsuchiya | 3:45,93    |
| 3     | Kasachstan          | Dmitri Babenko Denis Kusin Fjodor Mesenzew       | 3:59,37    |
| 4     | Volksrepublik China | Liu Yiming Talabuhan Rehanabi Zhu Jiafan         | 4:03,20    |

Datum: 22. Februar 2017

## Frauen

### 500 m
| Platz | Athlet       | Land | Zeit (s) |
| ----- | ------------ | ---- | -------- |
| 1     | Nao Kodaira  | JPN  | 37,39    |
| 2     | Lee Sang-hwa | KOR  | 37,70    |
| 3     | Arisa Gō     | JPN  | 37,735   |
| 4     | Yu Jing      | CHN  | 37,738   |
| 5     | Zhang Hong   | CHN  | 38,13    |
| 6     | Maki Tsuji   | JPN  | 38,19    |

Datum: 21. Februar 2017

### 1000 m
| Platz | Athlet        | Land | Zeit (min) |
| ----- | ------------- | ---- | ---------- |
| 1     | Nao Kodaira   | JPN  | 1:15,19    |
| 2     | Miho Takagi   | JPN  | 1:15,31    |
| 3     | Zhang Hong    | CHN  | 1:15,75    |
| 4     | Lee Sang-hwa  | KOR  | 1:16,01    |
| 5     | Arisa Gō      | JPN  | 1:16,18    |
| 6     | Park Seung-hi | KOR  | 1:16,82    |

Datum: 20. Februar 2017

### 1500 m
| Platz | Athlet          | Land | Zeit (min) |
| ----- | --------------- | ---- | ---------- |
| 1     | Miho Takagi     | JPN  | 1:56,07    |
| 2     | Misaki Oshigiri | JPN  | 1:58,13    |
| 3     | Nana Takagi     | JPN  | 1:59,45    |
| 4     | Ayano Satō      | JPN  | 1:59,77    |
| 5     | Zhang Hong      | CHN  | 2:00:14    |
| 6     | Liu Jing        | CHN  | 2:01,26    |

Datum: 21. Februar 2017

### 3000 m
| Platz | Athlet        | Land | Zeit (min) |
| ----- | ------------- | ---- | ---------- |
| 1     | Miho Takagi   | JPN  | 4:05,75    |
| 2     | Kim Bo-reum   | KOR  | 4:07,80    |
| 3     | Ayano Satō    | JPN  | 4:10,07    |
| 4     | Han Mei       | CHN  | 4:12,00    |
| 5     | Maki Tabata   | JPN  | 4:13,51    |
| 6     | Park Do-yeong | KOR  | 4:17,76    |

Datum: 20. Februar 2017

### 5000 m
| Platz | Athlet        | Land | Zeit (min) |
| ----- | ------------- | ---- | ---------- |
| 1     | Kim Bo-reum   | KOR  | 7:12,58    |
| 2     | Han Mei       | CHN  | 7:15,94    |
| 3     | Mai Kiyama    | JPN  | 7:16,24    |
| 4     | Maki Tabata   | JPN  | 7:23,21    |
| 5     | Park Do-yeong | KOR  | 7:28,09    |
| 6     | Guo Dan       | CHN  | 7:37,90    |

Datum: 22. Februar 2017

### Massenstart
| Platz | Athlet        | Land | Punkte | Zeit (min) |
| ----- | ------------- | ---- | ------ | ---------- |
| 1     | Miho Takagi   | JPN  | 71     | 8:21,81    |
| 2     | Ayano Satō    | JPN  | 53     | 8:21,88    |
| 3     | Kim Bo-reum   | KOR  | 20     | 8:47,46    |
| 4     | Nana Takagi   | JPN  | 2      | 8:51,51    |
| 5     | Guo Dan       | CHN  |        | 8:47,50    |
| 6     | Park Do-yeong | KOR  |        | 8:47,58    |

Datum: 23. Februar 2017

### Teamverfolgung
| Platz | Land                | Athleten                                              | Zeit (min) |
| ----- | ------------------- | ----------------------------------------------------- | ---------- |
| 1     | Japan               | Misaki Oshigiri Nana Takagi Ayano Satō                | 3:00,08    |
| 2     | Südkorea            | Park Ji-woo Noh Seon-yeong Kim Bo-reum                | 3:06,67    |
| 3     | Volksrepublik China | Zhao Xin Liu Jing Han Mei                             | 3:10,23    |
| 4     | Kasachstan          | Jekaterina Aidowa Nadeschda Sidelnik Jelena Urwanzewa | 3:17,52    |

Datum: 21. Februar 2017